# Ойратсфельд
Ойратсфельд (нім. Euratsfeld) — ярмаркова комуна (нім. Marktgemeinde) в окрузі Амштеттен, федеральна земля Нижня Австрія, Австрія. 
Населення становить 2436 осіб (на 31 грудня 2005 року). Займає площу 30,71 км². 

## Місцеве самоврядування
Бургомістр комуни — Йоганн Вайнгартнер (АНП).
Рада представників комуни (нім. Gemeinderat) має 21 місце, які займають представники політичних партій:
- АНП — 17 місць.
- СДПА — 2 місця.
- Зелені — 2 місця.